# DeWitt C. Leach
DeWitt Clinton Leach, född 23 november 1822 i Clarence, New York, död 21 december 1909 i Springfield i Missouri, var en amerikansk politiker (republikan). Han var ledamot av USA:s representanthus 1857–1861.
Leach efterträdde 1857 George Washington Peck som kongressledamot och efterträddes 1861 av Rowland E. Trowbridge. Hans grav finns på Maple Park Cemetery i Springfield i Missouri.